# ル・アーヴル襲撃
ル・アーヴル襲撃（ル・アーヴルしゅうげき、英語: Raid on Le Havre）は七年戦争中の1759年7月3日から2日間、ジョージ・ロドニー少将率いるイギリス海軍によるフランスのル・アーヴルへの艦砲射撃。フランスによるイギリス侵攻計画のためにル・アーヴルに停泊していた多くのはしけを破壊した。

## 背景
1759年夏までにショワズール公爵の侵攻計画は大西洋や英仏海峡沿岸にあるフランスの港（ブレスト、ル・アーヴル、ロシュフォール、トゥーロン）で着実と進められた。陸軍もダンケルク、サントメール、オーステンデ、リール、ヴァンヌで集結した。ル・アーヴルがセーヌ河畔にあって部隊を移動しやすいため、ショワズールはそこをスービーズ公のイギリス侵攻の基地とした。
イギリスはフランスが遠征軍の運輸のために多くの平底船をル・アーヴルで準備したという情報を得ていたので、対策を練っていた。

## 砲撃
ロドニー海軍大将率いる小艦隊は7月2日にスピットヘッドを出港、ル・アーヴルへ向かった。この小艦隊は旗艦の60門艦アキレス、50門艦4隻、フリゲート5隻、スループ1隻、そして爆弾を積載したケッチ6隻であったが、6隻のケッチは到着してすぐオンフルールへの狭い川で錨を降ろした。次の日に砲撃がはじまり、3千発以上の砲弾が50時間以上にわたって、フランスの平底船や補給や町に向かって撃たれた。ロドニーはフリゲート数隻とともに年末までル・アーヴル港近くにとどまり、数多くの戦利品を鹵獲した。
フランスは砲撃で夥しい損害を出したが、フランス軍は砲台や塹壕に隠れてイギリスに反撃した。町には火の手があがり、住民が逃げ惑う中に燃え上がった。

## その後
しかし、この勝利でイギリスの指導部は安全を錯覚した。フランスは確かに大損害を被ったが、（計画の縮小を余儀なくされながらも）まだまだ侵攻する余力があった。1759年夏、フランスのトゥーロン艦隊はジブラルタル海峡から出港したが、8月のラゴスの海戦で拿捕された。11月、フランスのブレスト艦隊はキブロン湾の海戦で大敗、この3つの敗北でフランスの侵攻計画はようやく放棄された。
この勝利は1759年の奇跡の年の一部となった。